# Secure shell
Secure Shell ali SSH je protokol za upravljanje računalnika na daljavo. Isto funkcijo ima tudi Telnet, vendar je Secure Shell varnejši, saj pošlje odjemalcu geslo v kriptirani obliki.
SSH deluje po načelu javnega in zasebnega ključa. SSH najprej strežniku pošlje javni ključ, s katerim je kriptirano in poslano geslo SSH. Takoj, ko SSH-strežnik prejme zakriptirano geslo, ga dekriptira s pomočjo svojega zasebnega ključa. Če se gesli ujemata, SSH-strežnik uporabnika spusti naprej in ta lahko prične z delom na računalniku (po pregledu gesel še dodatno preveri, če ima uporabnik pravico uporabljati konzolo). Za uporabo SSH-ja so potrebni posebni odjemalci.
Sistemi Linux imajo serijsko vgrajen SSH-odjemalec. Do njega je moč dostopati s konzolskim ukazom ssh (ssh [uporabniško_ime@]cilj). Na operacijskem sistemu Windows pa sta najbolj razširjena dva programa: prvi se imenuje Putty, ki ne potrebuje namestitve in je primeren za uporabo zdoma (npr. šola, služba, knjižnica), drugi pa nosi ime SSH TectiaTM Client in potrebuje namestitev.